# Theobald Taaffe
Theobald Taaffe, I conde de Carlingford (c. 1603 - 31 de diciembre de 1677), conocido como el Vizconde Taaffe entre 1642 y 1661, fue un oficial realista que jugó un destacado papel durante las Guerras confederadas de Irlanda y las Guerras de los Tres Reinos, y acompañó a Carlos II de Inglaterra al exilio. Tras la Restauración inglesa fue creado conde de Carlingford.

## Biografía
Theobald era el primogénito de Sir John Taaffe, I vizconde Taaffe y Corren. En 1647, Donagh MacCarthy le puso al frente del Ejército irlandés de Munster durante las Guerras Confederadas. Como militar fue mediocre, no pudiendo evitar el saqueo de Cashel y después caer ante las tropas parlamentaristas en la batalla de Knocknanauss. Con un anticuado sentido de la caballería, llegó a sugerir al Baron Inchiquin, el general enemigo, que la batalla debería decidirse mediante el enfrentamiento entre 1000 hombres de cada bando. No obstante, y pese a la aplastante victoria de Inchiquin, ambos generales lucharían en el mismo bando en la Batalla de Arklow dos años después.
Tras la derrota realista, Taaffe partió al exilio junto a Carlos II. El Acta de Establecimiento de Irlanda (1652) le consideraba como uno de los líderes de la rebelión en Irlanda, condenándole a muerte y a la confiscación de sus tierras pero, tras la muerte de Oliver Cromwell y la Restauración subsiguiente, fue nombrado conde de Carlingford.